# Cacia bituberosa
Cacia bituberosa är en skalbaggsart som beskrevs av Stefan von Breuning 1935. Cacia bituberosa ingår i släktet Cacia och familjen långhorningar. Inga underarter finns listade.